# بارون دو سلان

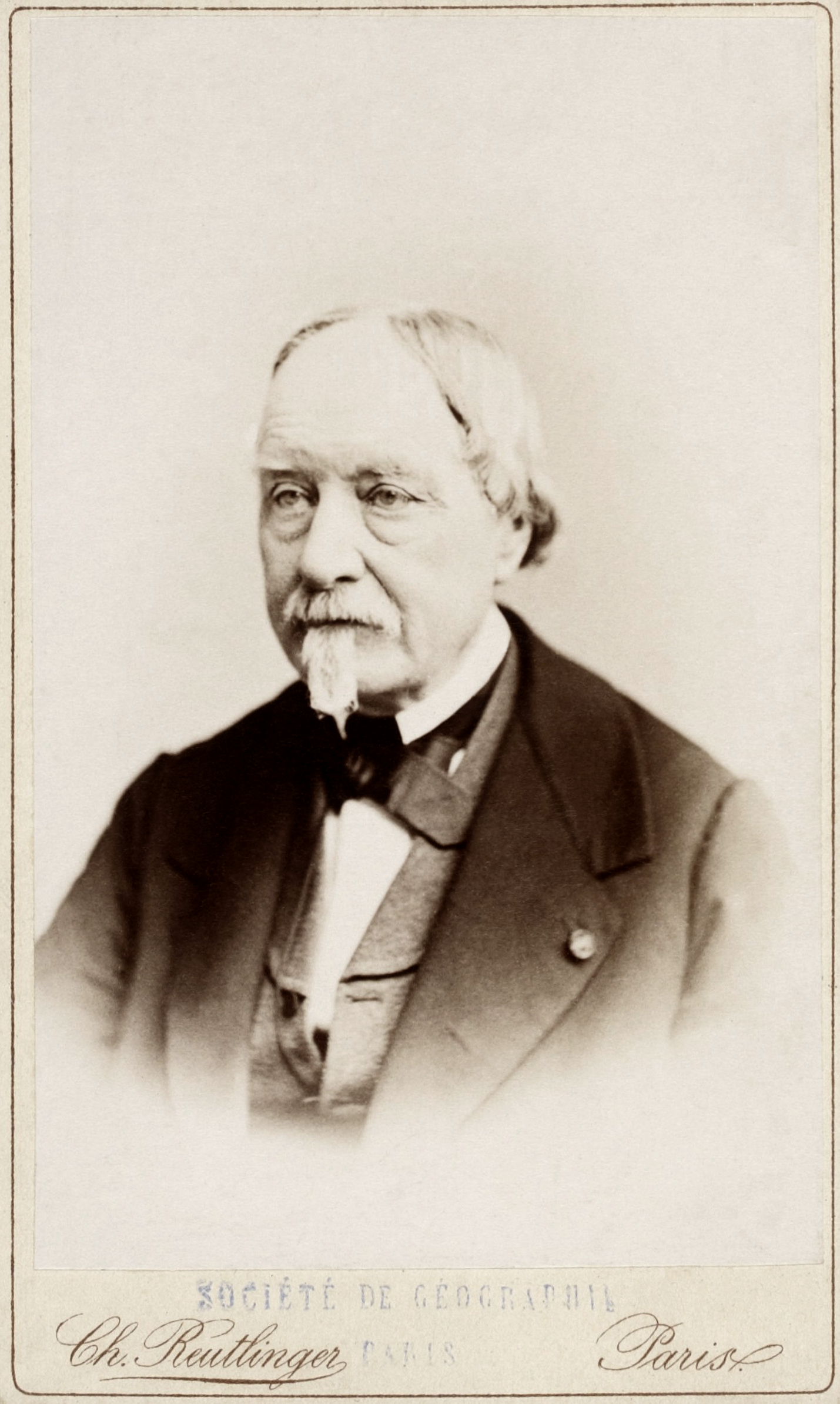
William Mac Guckin de Slane

ویلیام مگاکین دو سلان(به انگلیسی: William McGuckin de Slane) شناخته‌شده به بارون دوسلان(Baron de Slane) (زادهٔ ۱۸۰۱- مرگ ۱۸۷۸) خاورشناس ایرلندی سدهٔ نوزدهم بود.
دوسلان زادهٔ کانتی آنتریم بود. او از برای ترجمه‌های ارزنده‌اش از ادبیات عرب به زبان فرانسوی نامور بود. از برجسته‌ترین ترجمه‌های او می‌توان به مقدمهٔ ابن خلدون (در ۱۸۶۳) و نیز اثرهایی از ابن خلکان اشاره کرد.